# Wolfgang Kinzner
Wolfgang Kinzner (* 30. März 1985) ist ein deutscher Crosslauf-Sommerbiathlet.
Wolfgang Kinzner lebt in Schnaitsee, startete für den SV Harpfing und wird von Peter Knauth trainiert. Er startete 2006 bei den Junioren-Sommerbiathlon-Weltmeisterschaften erstmals bei einem internationalen Großereignis. Bei den Wettkämpfen in Ufa belegte er die Plätze 16 im Sprint, 14 in der Verfolgung und wurde Sechster mit der Mixed-Staffel. Bei den Biathlon-Europameisterschaften 2007 in Tysovec nahm Kinzner erstmals an einem Großereignis im Leistungsbereich an und belegte dort die Ränge sieben im Sprint, zehn im Massenstart und sechs mit der Staffel. In Oberhof nahm er erstmals an Sommerbiathlon-Weltmeisterschaften 2009 teil und lief auf die Plätze 30 im Sprint und 23 in der Verfolgung. Nur wenige Wochen zuvor gewann er bei den Deutschen Meisterschaften in Zinnwald die Titel im Sprint und Massenstart mit dem Kleinkalibergewehr und wurde mit Frank Röttgen und Christian Moser in der Vertretung Bayerns Vizemeister mit der Staffel. In Nové Město na Moravě nahm er an den Sommerbiathlon-Europameisterschaften 2009 teil und erreichte dort die Plätze 16 im Sprint, 25 in der Verfolgung und wurde mit Robert Janikulla sowie Stefanie und Franziska Hildebrand Fünfter im Mixed-Staffel-Wettbewerb. Bei den Sommerbiathlon-Europameisterschaften 2011 in Martell wurde Kinzner 24. des Sprints und 15. des Verfolgungsrennens.
Seit 1. Oktober 2009 studiert Kinzner Wirtschaftsingenieurwesen in der FH Rosenheim.